# صبري الزايدي
صبري الزايدي مواليد 19 يناير 1996 في تونس، هو لاعب كرة قدم تونسى يلعب نادي القلعة السعودي.

## روابط خارجية
- صبري الزايدي على موقع قاعدة بيانات كرة القدم.إي يو (الإنجليزية)
- صبري الزايدي على موقع Soccerway.com (الإنجليزية)